# Alain Souchon
Alain Kienast, beter gekend als Alain Souchon, (Casablanca, 27 mei 1944) is een Franse-Zwitserse zanger, componist, songwriter en acteur. Hij heeft tot dusver 19 muziekalbums uitgebracht en in 7 films gespeeld. Hij heeft vooral een groot succes in Frankrijk, België en Zwitserland. Alain Souchon is de 2de meest beloonde zanger in de Victoires de la musique.

## Discografie
Albums:
- 1974:J'ai dix ans
- 1976:Bidon
- 1977:Jamais Content
- 1978:Toto 30 ans,rien que du malheur...
- 1980:Rame
- 1983:On avance
- 1985:C'est comme vous voulez
- 1988:Ultra moderne solitude
- 1993:C'est déja ça
- 1999:Au ras des pâquerettes
- 2005:La vie Théodore
- 2008:Écoutez d'où ma peine vient
- 2011: À cause d'elles

Live Albums:
- 1981:Alain Souchon en public
- 1983:Olympia 83
- 1990:Nickel
- 1995:Défoule sentimentale
- 2002: J'veux du live
- 2010:Alain Souchon est chanteur

## Links
- Website van Alain Souchon

- Biblioteca Nacional de España: XX1127222
- Bibliothèque nationale de France: cb13899934s (data)
- Gemeinsame Normdatei: 119412519
- International Standard Name Identifier: 0000 0001 2118 1152
- Library of Congress Control Number: n80019806
- MusicBrainz: 69737ebe-836c-40dc-a938-7e85688426ff
- Nationale Bibliotheek van Tsjechië: xx0163503
- Nationale Bibliotheek van Israël: 987007451925405171
- Nationale Bibliotheek van Polen: a0000002637614
- Nederlandse Thesaurus van Auteursnamen: 074298453
- SNAC: w67q0fjs
- Système universitaire de documentation: 027144372
- Virtual International Authority File: 2657870
- WorldCat: E39PBJvXd3V9rXfpRVKMw6mWXd